# Disautonomia
Disautonomia ou disfunção autonômica é uma condição em que o sistema nervoso autônomo (SNA) não funciona corretamente. Isso pode afetar o funcionamento do coração, bexiga, intestinos, glândulas sudoríparas, pupilas e vasos sanguíneos. A disautonomia tem muitas causas, não todas as quais podem ser classificadas como neuropáticas. Uma série de doenças podem apresentar disautonomia, como doença de Parkinson, atrofia do sistema múltiplo, falha autonômica, síndrome de taquicardia ortostática postura, síndrome de Miller-Fischer, síndrome de Ehler-Danlos e neuropatia autonômica.
O diagnóstico é alcançado através de testes funcionais do SNA, com foco no sistema de órgãos afetado. Podem realizar-se investigações para identificar processos de doenças subjacentes que podem ter levado ao desenvolvimento de sintomas ou neuropatia autonômica. Tratamento sintomático está disponível para muitos sintomas associados à disautonomia, e alguns processos de doenças podem ser tratados diretamente.

## Prognóstico
O prognóstico da disautonomia depende de vários fatores; Os indivíduos com disautonomia crônica, progressiva e generalizada no cenário da degeneração do sistema nervoso central, como a doença de Parkinson ou a atrofia do sistema múltiplo, apresentam um prognóstico geralmente mais desfavorável a longo prazo. Consequentemente, a disautonomia pode ser fatal devido a pneumonia, insuficiência respiratória aguda, ou repentina parada cardiopulmonar.

## Leitura complementar

### Livros
- Brading, Alison (1999). The autonomic nervous system and its effectors. Oxford: Blackwell Science. ISBN 0632026243
- Jänig, Wilfrid (2008). Integrative action of the autonomic nervous system : neurobiology of homeostasis Digitally printed version. ed. Cambridge: Cambridge University Press. ISBN 0521067545

### artigos de jornal
- Lara, Aline; Damasceno, Denis D.; Pires, Rita; Gros, Robert; Gomes, Enéas R.; Gavioli, Mariana; Lima, Ricardo F.; Guimarães, Diogo; Lima, Patricia (1 de abril de 2010). «Dysautonomia Due to Reduced Cholinergic Neurotransmission Causes Cardiac Remodeling and Heart Failure». Molecular and Cellular Biology. 30 (7): 1746–1756. ISSN 0270-7306. PMC 2838086. PMID 20123977. doi:10.1128/MCB.00996-09
- Schiffer, Randolph B.; Rao, Stephen M.; Fogel, Barry S. (1 de janeiro de 2003). Neuropsychiatry (em inglês). [S.l.]: Lippincott Williams & Wilkins. ISBN 9780781726559